# André Jardine
André Soares Jardine (Porto Alegre, 8 de setembro de 1979) é um treinador de futebol brasileiro. Atualmente comanda o América do México.

## Carreira

### Categorias de base do Internacional e Grêmio
Jardine ingressou no Internacional em 2003, se tornando treinador do Sub-10. Ele assumiu todas as categorias de base do clube durante dez anos. Em 24 de setembro de 2013, retornou ao Grêmio como treinador do Sub-17.

### Auxiliar e interinidade no Grêmio
Em 27 de julho de 2014, após a demissão de Enderson Moreira, André Jardine foi nomeado técnico interino, onde comandou o time durante uma partida contra o Vitória, para logo em seguida Felipão assumir o cargo de treinador. Posteriormente Jardine foi designado à função de auxiliar-técnico, permanecendo no clube gaúcho até dezembro de 2014.

### Sub-20 do São Paulo
Em fevereiro de 2015, André Jardine foi contratado para comandar a equipe Sub-20 do São Paulo.

### Auxiliar e interinidade no São Paulo
Em março de 2018, Jardine tornou-se auxiliar auxiliar técnico. Em 11 de novembro de 2018, se tornou treinador interino até o fim da temporada, substituindo Diego Aguirre.

### Efetivação no São Paulo
Em 25 de novembro de 2018, Jardine foi efetivado como técnico, assumindo de fato o comando do São Paulo para a temporada 2019. Foi demitido do comando do Tricolor no dia 14 de fevereiro, após a eliminação da equipe na primeira fase da Libertadores. Ainda assim, continuou no clube em outra função.

### Sub-23 da Seleção Brasileira
Em 3 de abril de 2019, assumiu a Seleção Brasileira Sub-20. Ainda em 2019, com a saída de Sylvinho para o Lyon, Jardine assumiu a Seleção Brasileira Sub-23.
No dia 15 de junho, Jardine foi campeão invicto do Torneio de Toulon. A Seleção de Jardine marcou 16 gols em cinco jogos, e sofrendo apenas um.

### Atlético San Luis
Assinou em 2 de fevereiro de 2022 com o Atlético San Luis, espécie de filial do Atlético de Madrid no Torneio Clausura.

### América
Em 16 de junho de 2023, o Club América chegou a um acordo com o Atlético San Luis e nomeou André Jardine como seu novo treinador. Ele se tornou o terceiro treinador brasileiro na história do clube, seguindo os passos de Jorge Vieira e Paulo Roberto Falcão.
Na estreia competitiva de Jardine, o América sofreu uma derrota por 2–1 em casa contra o FC Juárez na partida de abertura do torneio Apertura. No entanto, ele conseguiu liderar a equipe a um primeiro lugar na fase regular, com uma impressionante sequência de 19 jogos invictos (14 vitórias e 5 empates). Nas semifinais do Apertura, apesar de uma derrota por 2–0 para seu antigo time, o Atlético San Luis, o América avançou com um placar agregado de 5–2.
Em 17 de dezembro de 2023, Jardine conduziu o Club América ao seu 14º título da liga após derrotar o Tigres UANL nas finais. Com isso, ele se tornou um dos apenas cinco treinadores na história do clube a conquistar o troféu da liga em sua temporada de estreia.

## Vida pessoal
André Jardine teve uma trajetória inicial curiosa. Embora tenha começado sua carreira como jogador de futebol nas categorias de base do Grêmio, ele logo percebeu que sua paixão pelo esporte poderia seguir um rumo diferente. Ao mesmo tempo que jogava, ele decidiu ingressar no curso de Engenharia, uma escolha que reflete sua inclinação para uma abordagem analítica e estruturada.
No entanto, com o passar do tempo, ele optou por redirecionar sua carreira acadêmica, trocando a Engenharia por um curso que mais se alinhasse à sua vocação no esporte. Foi assim que decidiu cursar Educação Física na Universidade Federal do Rio Grande do Sul (UFRGS). Essa escolha foi decisiva para sua carreira como treinador, pois permitiu a ele compreender o futebol de forma mais técnica e tática, além de trabalhar com a formação física e desenvolvimento de atletas.

## Títulos
América-MEX
- Campeonato Mexicano: 2023 (Apertura), 2024 (Apertura), 2024 (Clausura)
- Campeão dos Campeões: 2024
- Campeones Cup: 2024
- Supercopa de la Liga MX: 2024

Seleção Brasileira
- Jogos Olímpicos: 2020

### Prêmios individuais
- Melhor Treinador do Campeonato Mexicano: 2024[7]